# هلن بی. توسیگ
هلن بی. توسیگ (انگلیسی: Helen B. Taussig؛ ۲۴ مه ۱۸۹۸ – ۲۰ مه ۱۹۸۶) یک پزشک قلب اهل ایالات متحده آمریکا بود.